# 熱帶風暴盧碧 (2021年)
熱帶風暴盧碧（英語：Tropical Storm Lupit，國際編號：2109，聯合颱風警報中心：WP132021，菲律賓大氣地球物理和天文服務管理局：Huaning）是2021年太平洋颱風季第9個被命名的風暴。「盧碧」一名由菲律賓提供，意指「殘暴」。

## 發展過程

### 形成及東移
熱帶氣旋煙花和尼伯特北上時，為西北太平洋引進活躍西南季風，組成龐大的季風渦旋，令該區不斷有低壓區形成。7月末，與煙花殘餘相關的西風槽異常南下至北緯30度以南。在西風槽以西有微弱高壓單體，單體東南面微弱的東北風和一直支配南海北部的西南氣流匯聚，在中國西南部發展成一個低壓區。電腦數值預報模式自7月30日開始預計此低壓區會有所發展及東移穿越南海北部，吹襲廣東沿岸。隨著低壓區逐漸從廣西與越南交界移入北部灣，它在低層發展出閉合環流，於8月2日凌晨成為熱帶擾動，美國海軍研究實驗室給予編號90W。
副熱帶高壓脊受季風渦旋影響而東退，無法伸延至南海，南海中低層自7月中旬的強烈熱帶風暴查帕卡活躍時已一直受與夏季季候風相關的西風支配，同時臺灣以東的熱帶風暴銀河和另一熱帶低氣壓發展，跟此風暴屬於同一道廣闊季風低壓槽，地面等壓線天氣圖顯示此風暴和臺灣以東的兩個風暴最外圍等壓線相同。北半球的低壓帶一向以逆時針方向旋轉，帶動此系統東移橫過北部灣；同時在此風暴東南面的赤道反氣旋亦提供部分東移引導氣流。此風暴的移動方向和一般南海的西移風暴相反，情況與2012年強烈熱帶風暴泰利相近。

### 南海增強預報西北調
該低壓區在8月2日日間穿越雷州半島，進入南海西北部。由於附近海域水溫甚高，加上西南季風的水氣支援，而且華南沿岸垂直風切微弱，有利風暴增強，此系統在雷達圖和衛星雲圖上呈現螺旋性和熱帶氣旋雛形，日本氣象廳、中國國家氣象中心、澳門氣象局和香港天文台先後在下午到晚上把此風暴升為熱帶性低氣壓；聯合颱風警報中心在晚上7時對此風暴1日內形成熱帶氣旋的機會評為「低」，但兩小時後便提升至「高」並發出熱帶氣旋形成警報，終在3日凌晨2時把該系統升為熱帶性低氣壓，臺灣中央氣象局至上午8時亦升格。
初報各官方氣象部門預料此系統加強為熱帶風暴或強烈熱帶風暴，並向東橫過臺灣海峽，或擦過福建沿岸。此風暴2日晚上起以時速10公里向東北偏東移動，穿越在廣東西部對開100公里的海域，3日早上至中午曾經在澳門南面約80公里明顯減速，黄昏起恢復原有速度，但方向轉為東南偏東。雖然在垂直風切加強下低層環流中心局部外露，而且此系統的高空輻散只限於赤道方向，但受惠於南海北部攝氏29度以上的炎熱海水供應能量，此系統在3日仍然稍為增強，在雷達圖上結構改善，日本氣象廳在早上8時發出烈風警報。當日主流數值預報把預測路徑向西北調整，預期登陸閩粵交界附近，官方氣象部門亦採納此預測，美國「全球預報系統」更一度預計此系統登陸惠州後西折，但隨後改為登陸閩粵交界再西折之預測。

### 南強北弱登陸粵閩
由於西南季風提供水氣和疊加風力，此系統南面的對流較活躍，而北面缺乏一般西太平洋熱帶氣旋與副熱帶高壓脊疊加之氣壓梯度，加上東北方向的垂直風切變把此系統的雲帶向南切離，令此系統的風力結構南強北弱，這亦反映在衞星風場掃描和廣東沿岸的實測風力中，雷達圖亦顯示有組織的雨帶集中在系統南面。聯合颱風警報中心首先表示系統在晚上8時增強為熱帶風暴，日本氣象廳、中國國家氣象中心、臺灣中央氣象局、香港天文台和澳門氣象局至4日上午亦作出同等升級，日本氣象廳把此風暴命名為盧碧。此時盧碧把南面的對流捲入中心，鞏固及修復低層環流中心。大部份數值預報均預計盧碧數日後從華東移出東海後繼續東移，有可能吹襲日本和韓國，但出海時的強度，以及最終多接近臺北仍有分歧。
盧碧的移動方向開始出現逆時針轉變——先在4日採取東北路徑，到5日凌晨再改向北移，並稍作增強，中國國家氣象中心、香港天文台和澳門氣象局上調盧碧的風速至熱帶風暴上限，中國國家氣象中心宣布盧碧於上午11時20分在汕頭市南澳县登陸，再於下午4時50分在福建省漳州市东山县再次登陸。中國國家氣象中心、香港天文台和澳門氣象局在5日凌晨時分改為跟隨美國「全球預報模式」，預計盧碧登陸後西折，但這3個部門同日下午便放棄盧碧的西折路徑。至此數值預報對盧碧出海時的路徑繼續有分歧，部分數值預報如歐洲中期天氣預報中心預計盧碧東移登陸臺北，但亦有預計在臺北西北面200多公里掠過的模式，官方氣象部門也出現同樣分歧。

### 橫越海峽登陸臺灣
8月6日各官方氣象部門均把盧碧的預測路徑向南調整至登陸臺灣或在臺北近海掠過，同時對於盧碧在吹襲臺灣後向東北影響日本，還是減弱消散持續分歧，此分歧維持到進入東海之前。盧碧沿福建海岸綫移動，早上8時左右橫過金門島，并在上午11时在泉州作第四次登陆。在地形影響下，盧碧的對流稍為減弱，中國大陸、香港、澳門、臺灣的氣象機構均在凌晨到早上把盧碧降格為熱帶低氣壓。盧碧逐漸移離受垂直風切變影響之區域，並打開極地方向高空輻散，而西南季候風仍持續供應水氣，加上盧碧未有深入內陸，使盧碧未有作進一步減弱，在雷達圖上大致維持結構。6日晚上，盧碧向東北偏東移出臺灣海峽後，中港澳的氣象機構把盧碧重新升為熱帶風暴，但澎湖實測風力僅每秒15公尺，臺灣中央氣象局綜合地面歸測以及雷達觀測網等資料，判斷盧碧橫越海峽時強度維持為熱帶低氣壓。
8月7日盧碧受到臺灣中央山脈影響，中心環流受損和開始變形，中港澳的氣象機構在上午把盧碧降為熱帶低氣壓。盧碧加速東移，臺灣中央氣象局表示盧碧早上8時至9時登陸新竹及苗栗一帶，後來修訂為登陸新竹及桃園一帶，成為有紀錄以來首個先登陸中國大陸後又登陸臺灣的熱帶氣旋，而中國國家氣象中心則認為盧碧在新北北部近岸掠過。盧碧在東海形成背風渦旋，取代原有中心，各官方氣象部門向東北調整盧碧的定位。盧碧在東海加速至時速20公里向東北推進，遠離臺灣並橫過琉球群島以西海域，數值預報和各氣象部門一致預計盧碧直趨日本九州。

### 東海加強橫掃日本
副熱帶高壓引導下，8月8日盧碧進一步加速到時速30至40公里，步步進逼九州，在東海水溫攝氏28度支援下重新增強，中港澳的氣象機構在凌晨把盧碧升為熱帶風暴，臺灣中央氣象局亦把盧碧升為輕度颱風，而日本氣象廳、聯合颱風警報中心和菲律賓大氣地球物理和天文服務管理局自從盧碧登陸汕頭一直維持「熱帶風暴」的強度評級。盧碧的風場變得廣闊，乾空氣入侵下低層環流中心再次外露。日本氣象廳宣布盧碧於晚上8時在鹿兒島縣枕崎市登陸。盧碧隨後掠過愛媛縣西宇和郡佐田岬半島，9日凌晨再登陸廣島縣吳市。日本氣象廳表示盧碧在早上8時轉化為溫帶氣旋。盧碧進入日本海，橫過東北地方後移入太平洋。

## 防災措施及影響

### 澳門
當地發出之最高熱帶氣旋信號： 三號風球
8月2日下午5時許，地球物理暨氣象局發出「特別信息」指於短時間內發出熱帶氣旋信號。氣象局在晚上7時發出一號風球，並於晚間和8月3日凌晨維持。8月3日早上盧碧轉向偏東北加速接近，在上午9時許澳門兩條跨海大橋曾一度錄得持續強風風力，隨後氣象局在上午11時表示於下午改發三號風球的機會為中等。隨著盧碧移入距離澳門100公里範圍，以及跨海大橋間中吹強風，氣象局在下午1時發出三號風球。盧碧亦在此時至下午2時最接近澳門，在氣象局總部以南約80公里掠過。隨著盧碧轉以偏東方向移動，當晚澳門風力明顯減弱，氣象局在晚上11時表示三號風球到8月4日清晨5時前維持。氣象局在8月4日凌晨5時改發一號風球，預料於當天日間維持。在下午3時，氣象局表示會在未來數小時取消所有熱帶氣旋信號。盧碧繼續東移遠離，氣象局在下午5時取消所有熱帶氣旋信號。

### 香港
當地發出之最高熱帶氣旋警告信號： 三號強風信號
香港天文台於8月2日下午發出「特別天氣提示」，表示位於雷州半島以東的低壓區會逐漸增強，天文台會視乎該低壓區的發展及動向，於晚上至8月3日早上考慮發出熱帶氣旋警告信號。因應盧碧增強為熱帶低氣壓，天文台在晚上9時40分發出一號戒備信號，當時盧碧集結於香港之西南約270公里，並表示因應盧碧環流細小，與其相關強風會於晚上至8月3日早上維持一定距離，預料一號信號會於晚上至8月3日早上維持。8月3日上午，香港天文台表示盧碧會在晚上至8月4日早上最接近香港，在香港以南約100公里左右掠過，因盧碧的環流較為細小，香港在日間普遍吹強風的機會較低，一號信號會於日間大部分時間維持。下午1時45分，香港天文台表示隨着盧碧靠近，香港風力會在晚上有所增強，天文台會視乎本地風力變化，在黃昏前後考慮是否有需要發出三號信號；至下午3時45分表示會在短期內發出三號信號。盧碧在下午2時最接近香港，在天文台總部之西南偏南約110公里掠過。
天文台在下午4時25分發出三號強風信號，當時盧碧集結於香港之西南偏南約120公里。天文台表示盧碧會在晚上最接近香港，於香港以南約100公里左右掠過，除非盧碧顯著增強及採取較接近的路經移動，否則境內普遍吹烈風機會不大，三號信號會於晚上至8月4日早上一段時間維持。8月4日凌晨1時45分，天文台表示盧碧正逐漸遠離香港，當其不再為香港帶來普遍吹強風的威脅時，天文台會改發一號信號。香港由偏東風轉吹較受屏蔽的偏北風，隨著境內風勢減弱，三號信號維持不足半日，天文台在凌晨4時20分改發一號戒備信號，當時盧碧集結於香港之東南偏南約160公里，天文台預料一號信號會維持一段時間。天文台在上午9時45分表示盧碧正逐漸遠離香港，當盧碧對香港的威脅解除時，天文台會取消所有熱帶氣旋警告信號。受盧碧相關強烈雷雨帶影響，香港黃昏時份開始有雷雨。天文台於下午5時10分發出黃色暴雨警告信號。至晚上10時15分取消。天文台於下午5時45分表示隨著盧碧正逐漸遠離香港，會於未來一兩小時取消所有熱帶氣旋警告信號。天文台於下午6時20分取消所有熱帶氣旋警告信號，當時盧碧集結於香港東南偏東約220公里。受活躍西南氣流影響，8月6日凌晨再次有大雨及狂風雷暴。天文台於凌晨1時半發出紅色暴雨警告信號，至3時55分改發黃雨警告，4時35分取消。連場暴雨令新界北部發生嚴重水浸。期間天文台兩度發出新界北部水浸特別報告。
盧碧吹襲期間，天文台測風網絡8個參考自動氣象站只有2個錄得強風，三號信號不達標，其中流浮山的強風是在改發一號信號後錄得。風暴期間，流浮山及長洲錄得最高10分鐘平均風速為每小時48及47公里。

### 中國大陸
國家氣象中心發布之最高颱風預警信號： 颱風藍色預警信號

### 臺灣
當地發布之颱風警報：海上颱風警報
因應盧碧接近，交通部中央氣象局在8月4日下午2時半發出海上颱風警報，警戒區域包含臺灣海峽北部、臺灣海峽南部、東沙島海面。隨著盧碧登陸汕頭，暴風圈脫離臺灣海峽，因此中央氣象局在8月5日下午5時半解除所有颱風警報。不過其外圍環流及引進的西南氣流仍為臺灣帶來顯著降雨。隨著盧碧減弱為熱帶性低氣壓，中央氣象局於8月6日上午10時發布熱帶性低氣壓特報，並於下午5時半啟動「大規模或劇烈豪雨作業」。由於盧碧可能再度增強為輕度颱風，並逼近臺灣北部，交通部中央氣象局指不排除再度發佈海上颱風警報及發佈陸上颱風警報。
受盧碧和西南氣流影響，雨勢直撲西台灣。由以中南部災情嚴重，不少蔬果泡在水中搶收不及。雲林沿海地區、口湖、四湖、台西、麥寮、水林、彰化、嘉義、台南、高雄、屏東亦傳出多處淹水，高雄市區有路面塌陷等意外。台灣高鐵苗栗路段於8月7日上午發生邊坡滑動，高鐵公司宣佈中午12時起苗栗至台中區間暫停營運。

### 日本
在盧碧登陆鹿儿岛县后，NHK切断了NHKG（NHK综合）的2020年夏季奥林匹克运动会闭幕式直播进行台风特别报道。日本气象厅针对四国的大部分县，广岛、冈山、山口、高知、爱媛等地发布了避难指示。JR西日本的山阳本线、山阴本线、濑户大桥线一度停駛。从8月8日晚上10时起的12小时内，岛根县和广岛县部分地域降下了创纪录的豪雨。

## 熱帶氣旋警告使用紀錄

### 中國大陸
| 国家气象中心 颱風預警信號 | 国家气象中心 颱風預警信號 | 国家气象中心 颱風預警信號   |
| ------------------------- | ------------------------- | --------------------------- |
| 上一熱帶氣旋              | 颱風藍色預警信號          | 下一熱帶氣旋                |
| 颱風烟花                  | 颱風藍色預警信號          | 強熱帶風暴康森 超強颱風璨樹 |

### 澳門
| 地球物理暨氣象局 熱帶氣旋信號 | 地球物理暨氣象局 熱帶氣旋信號 | 地球物理暨氣象局 熱帶氣旋信號 |
| ----------------------------- | ----------------------------- | ----------------------------- |
| 上一熱帶氣旋                  | 一號風球                      | 下一熱帶氣旋                  |
| 颱風查帕卡                    | 一號風球                      | 強烈熱帶風暴康森              |
| 颱風查帕卡                    | 三號風球                      | 熱帶風暴狮子山                |

### 香港
| 香港天文台 熱帶氣旋警告信號 | 香港天文台 熱帶氣旋警告信號 | 香港天文台 熱帶氣旋警告信號 |
| --------------------------- | --------------------------- | --------------------------- |
| 上一熱帶氣旋                | 一號戒備信號                | 下一熱帶氣旋                |
| 颱風查帕卡                  | 一號戒備信號                | 熱帶風暴狮子山              |
| 颱風查帕卡                  | 三號強風信號                | 熱帶風暴狮子山              |

### 臺灣
| 交通部中央氣象局 颱風警報 | 交通部中央氣象局 颱風警報 | 交通部中央氣象局 颱風警報 |
| ------------------------- | ------------------------- | ------------------------- |
| 上一熱帶氣旋              | 海上颱風警報              | 下一熱帶氣旋              |
| 中度颱風烟花                | 海上颱風警報              | 強烈颱風璨樹                |
| 天氣特報                  |                           |                           |
| 熱帶性低氣壓TD07          | 熱帶性低氣壓特報          | 熱帶性低氣壓TD26          |

## 外部連結
| 太平洋颱風季             |
| 主題頁 - 專題 - 編輯指南 |

- （日語）日本氣象廳首頁 （页面存档备份，存于）
- （英文）聯合颱風警報中心首頁 （页面存档备份，存于）
- （简体中文）中國國家氣象中心首頁 （页面存档备份，存于）
- （繁體中文）臺灣中央氣象局首頁 （页面存档备份，存于）
- （繁體中文）香港天文台：實時天氣稿（8月2日 （页面存档备份，存于）－8月3日 （页面存档备份，存于）－8月4日 （页面存档备份，存于））
- （繁體中文）澳門地球物理暨氣象局首頁 （页面存档备份，存于）
- （英文）菲律賓大氣地球物理和天文管理局 惡劣天氣公告 （页面存档备份，存于）
- （泰文）泰國氣象局首頁 （页面存档备份，存于）